# CrazySexyCool: the TLC Story
CrazySexyCool: the TLC Story (Brasil: CrazySexyCool: O Filme ) é um filme biográfico de televisão americana de 2013 sobre o trio musical de R&B e hip hop TLC. Deriva seu título do título do segundo álbum do grupo, CrazySexyCool. O filme é estrelado por Keke Palmer como Rozonda "Chilli" Thomas, Niatia "Lil Mama" Kirkland como Lisa "Left Eye" Lopes e Drew Sidora como Tionne "T-Boz" Watkins. O filme foi dirigido por Charles Stone III e escrito por Kate Lanier. Thomas e Watkins também atuaram como produtores executivos do filme.
O filme estreou em VH1 em 21 de outubro de 2013. TLC lançou um álbum de compilação, 20, lançado pela LaFace e Epic Records em 15 de outubro de 2013, marcando os mais de 20 anos da banda em entretenimento e o lançamento doCrazySexyCool: The TLC Story, que inspirou em grande parte a lista de faixas para 20. Ao lado de seus quatro singles número um "Creep", "Waterfalls", "No Scrubs" e "Unpretty" e mais uma nova faixa "Meant to Be" escrita pelo cantor Ne-Yo.
A estreia do filme gerou 4,5 milhões de telespectadores, tornando-se a estréia de maior audiência na televisão em 2013, bem como a estréia de filme original mais bem cotada na história da VH1.
O filme foi lançado em DVD em 21 de outubro de 2014.

## Enredo
O filme começa com Tionne Watkins (Drew Sidora) narrando, contando sobre a vida das garotas como crianças e resumindo sua história. O filme então salta para o ano de 1990 em Atlanta, Georgia. Tionne, depois de ser rejeitada por uma equipe de dança de rua, apesar de impressionar a multidão em um centro de rollerskating, é abordada por sua amiga Marie, que informa sobre um girl group sendo formado por Ian Burke e a convence a fazer um teste para a LaFace Records. Tionne, embora relutante, traz Crystal Jones (Brooke Montalvo), fundadora do grupo, para conhecer sua amiga rapper Lisa Lopes (Niatia "Lil Mama" Kirkland) e vê-la se apresentar e Crystal diz que ela será perfeita para o grupo. Depois de cantar "Meeting in the Ladies Room", eles recebem uma recepção mista, a maior parte em parte devido ao mau desempenho da Crystal. No entanto, tanto Tionne quanto Lisa conquistaram o interesse de Perri "Pebbles" Reid (Rochelle Aytes) e seu marido, co-fundador da LaFace, Antonio "L.A." Reid (Carl Anthony Payne II). Depois de receber as boas notícias de Pebbles e LA Reid, Lisa decide que deveria ligar para sua família na Filadélfia e contar-lhes a grande notícia, especialmente seu pai, que lhe disse que nunca faria isso como um rapper. Ela chama sua família apenas para saber que seu pai foi baleado e morto, o que faz com que ela comece a beber muito em sua dor.
O filme salta para uma aula de dança, onde vemos Rozonda Thomas (Keke Palmer) dançando. Rozonda vê Pebbles entrar e conversar com sua professora. Ela pergunta a uma das outras garotas por que Pebbles estava lá. A garota conta a ela sobre Pebbles procurando por outra garota para um grupo feminino. Rozonda corre e imediatamente fala com Pebbles e quando sua professora de dança tenta espantá-la, ela começa a cantar, surpreendendo todo mundo escutando. Pebbles traz Rozonda para conhecer Lisa, Tionne e o produtor musical Dallas Austin (Evan Ross), que é amigo de longa data de Tionne. As garotas se tornam amigas e começam a trabalhar em seu teste com LA Reid. Na audição, onde elas cantaram "What About Your Friends", LA dá-lhes uma luz verde para ir em frente e começar a gravar seu primeiro videoclipe, e Rozonda é rebatizada de "Chilli" para o grupo. Após a audição, Chilli pergunta a Tionne sobre Dallas, e ela afirma que ele é um jogador - um Um cara que se diverte com várias mulheres e não vai se estabelecer com ninguém. Pebbles leva as garotas para almoçar para assinar os contratos dizendo que eles têm uma remuneração semanal de US $ 25,00 e só serão pagos quando tiverem vendido discos e ingressos para shows .
As garotas são levadas a sessões de estúdio, onde Pebbles força as garotas a fazerem seções de rotinas de dança repetidamente para acertar. Durante o ensaio, Pebbles nota que Chilli está de olho em Dallas, que está produzindo algumas faixas para o álbum, e Lisa reclama que está com fome enquanto amaldiçoa. Ela puxa todas as garotas para o lado e diz que elas não vão xingar ou ficar soltas, o que parece esfregá-las do jeito errado, mas elas voltam ao trabalho. Pebbles depois deixa as meninas durante uma sessão de estúdio para participar de uma reunião. Ela diz a Dallas para manter as garotas trabalhando, mas em vez disso uma briga de comida divertida começa entre as garotas e Dallas. Dallas persegue Chilli em uma das cabines de som e continua a beijá-la. Depois de voltar a entrar no estúdio, Pebbles vê os dois amantes e começa a repreender as garotas e Dallas por seu comportamento enquanto ela estava fora. Depois de acoplar as meninas duas semanas de pagamento, ela então puxa Chilli para a área de estar e diz a ela que ela está suspensa por dois dias e que ela pode ou não ter seu emprego de volta. Pebbles diz a Chilli para deixar o estúdio e diz que ela tem muito o que pensar.
Pebbles vai e fala com Tionne e Lisa que ambos dizem a ela que eles querem Chilli de volta. Pebbles ainda insiste em lançar um anúncio no rádio sobre as audições para ver se há outra cantora que se encaixa na visão que ela tem para o grupo. Durante as audições, Chilli está com Dallas, que a conforta beijando-a, o que faz com que eles façam amor, enquanto Tionne e Lisa ficam sentadas durante um dia de testes. Depois de um dia de audições ruins, Pebbles decide deixar Chilli ficar no grupo. Lisa e Tionne ligam para Chilli para lhe dizer que ela está de volta ao grupo e que tudo correrá conforme o planejado. Logo após Chilli receber a ligação, ela analisa um teste de gravidez que acabou de fazer e é positivo. Ela diz a Dallas que ela não tem certeza do que fazer, apesar de seu desejo de ser mãe, e Dallas diz que ele vai apoiá-la em qualquer decisão que ela tome. Chilli decide que é melhor que ela faça um aborto por causa do estado frágil em que sua carreira está. Tionne e Lisa vêm visitar Chilli após a operação para animá-la. Depois que o Chilli se recuperou, elas são vistas trabalhando em seu primeiro videoclipe para a música "Ain't 2 Proud 2 Beg" de seu álbum de estreia, Ooooooohhh... On the TLC Tip. Durante a filmagem, Chilli começa a suspeitar que Dallas está traindo ela quando ela o vê falando com outra garota. Mais tarde, em um carro Lisa propõe que eles façam um vídeo e um álbum com um tema futurístico, mas Tionne diz que eles devem esperar até serem reconhecidas, e as garotas são estáticas quando ouvem "What About Your Friends" na rádio pela primeira vez.
As meninas começam sua primeira turnê nacional como um ato de abertura para MC Hammer seu primeiro show é recebido com grande entusiasmo pelo público do estádio. No meio da turnê de sucesso, durante o qual seus álbuns e singles também vendem bem, depois de saber que eles só serão pagas quando o selo for reembolsado pelos custos gastos com elas, as garotas perguntam a Pebbles se elas podem rever seus contratos iniciais. Pebble acha que as garotas não confiam nela, sai correndo e decide esperar antes de prosseguir com o assunto. Nos bastidores após um show, Chilli olha para Dallas conversando com outra garota, despertando suas suspeitas, e Tionne cai no chão e é levada para o hospital. Um médico informa Lisa, Chilli e Pebbles que o colapso de Tionne foi devido a uma crise de anemia falciforme, um fato até então desconhecido, e ela precisa de duas semanas para se recuperar, resultando em vários shows cancelados. A mãe de Tionne se queixa ao médico sobre não ter recebido garantias sobre o prognóstico contínuo, mas Tionne diz que, enquanto ela estiver vivendo seu sonho de se apresentar na frente de milhares de pessoas, ela ficará bem.
Depois que as garotas voltam para casa de sua turnê, eles recebem seus discos de platina por 1 milhão de cópias vendidas de seu álbum e eles recebem seus novos carros, mas ainda se perguntam onde fica o resto do dinheiro. Eles vão ao seu advogado para que elas possam passar por cima de seus contratos, apenas para descobrir que seu advogado trabalha para Pebbles. O advogado diz-lhes que LA Reid tem todo o seu dinheiro e eles são apenas para obter um salário enquanto o resto vai para uma conta para que elas não gastem tudo. Elas vão falar com LA e dizem que eles não querem Pebbles em seu segundo álbum porque querem mais liberdade artística. LA diz a elas que, como Pebbles é proprietária das marcas registradas e direitos autorais do nome TLC, elas terão que comprá-la ou mudar seu nome. Elas decidem comprá-la para conseguir a liberdade criativa de que precisam.
Em 1993, as garotas começam a trabalhar em seu segundo álbum CrazySexyCool, acreditando que sua nova liberdade criativa virá com mais direitos ao seu dinheiro. Quando Chilli rejeita uma noite com Tionne e Lisa para descansar em casa, elas vão a um clube próximo. No entanto, Lisa fica bêbada e dança em cima do bar, e ela quebra o dono do bar na cabeça com uma garrafa de champanhe quando ele tenta fazer com que ela pare, fazendo com que ela seja banida do clube. Tionne a leva para um hotel, onde ela tem um colapso nervoso de pessoas tirando coisas dela. Na mesma noite, Chilli confronta Dallas sobre dar uma festa e não convidá-la, mas ele a acalma beijando-a. Na manhã seguinte, Chilli admite para sua mãe que ela está incerta, dizendo que ela não deveria estar com Dallas, mas ela não pode deixá-lo ir. Durante a gravação de "Diggin' On You", Tionne nota Dallas conversando com outra mulher e repreende-o por seu comportamento enquanto ainda está namorando Chilli, que entra, testemunha o confronto e vê a mulher. Durante uma noite de bate-papo com sua amiga, Lisa reclama de um homem assistindo Sua amiga diz que o homem é Andre Rison, um receptor para o Atlanta Falcons da NFL.. Andre caminha até Lisa, proclamando que ele é seu maior fã e pede que ela o honre com uma dança, a qual Lisa obriga. Mais tarde, quando Lisa e sua amiga deixam o clube, André pega Lisa e a carrega em seus braços, e apesar das exigências de Lisa de que ele a abaixe, ele a convence a voltar para casa com ele. Quando chegam em sua casa, Lisa pergunta por que não há mobília dentro dela; ele diz que estava esperando por ela e eles se beijaram apaixonadamente.
Em 1994, Lisa se muda com Andre e Chilli fica horrorizada quando outra garota anuncia que está grávida do bebê de Dallas, então ela coloca seu coração partido na gravação de "Creep". Mais tarde naquela noite, Lisa chega em casa e encontra Andre traindo ela com outra mulher, ela bate a mulher contra a parede, bate nele, e sai fora. Dallas chega na casa de Chilli na noite seguinte para se desculpar com ela, e eles fazem Ao mesmo tempo, Lisa e sua amiga notam sapatos de tênis recém-comprados sobre ela e a cama de André, percebendo que André não a comprou, ela os joga em uma banheira e atearam fogo neles para voltar ao André. No entanto, o fogo rapidamente se espalha e toda a sua casa é incendiada, o que torna a notícia. Lisa foge e Tionne e Chilli a encontram em uma floresta, resolvendo tudo o que ela passou. Eventualmente, Lisa se entrega na floresta à polícia e é acusada de incêndio em primeiro grau e condenada a cinco anos de liberdade condicional e uma multa de US $ 10.000. Ela passa o tempo na reabilitação, e só é liberada durante sua estada por duas sessões de gravação com Tionne e Chilli, durante as quais ela contribui com um verso de rap introspectivo para o que se tornará o maior sucesso do grupo "Waterfalls", depois de ver um arco-íris no caminho para o estúdio. Durante a gravação de vídeo para "Creep", Lisa reclama para Tionne que elas não querem fazer sua ideia futurista e ameaça usar fita adesiva em sua boca, que se transforma em Lisa e Chilli reclamando que eles falaram com LA que disse a elas que ele não está no controle do dinheiro, que Clive Davis (Ed Amatrudo) tem todo seu dinheiro e que elas precisam falar com ele. Tionne então pede que elas não se fixem nele, como ela acredita que se livrar de Pebbles deve resolver seus problemas em primeiro lugar.
Em 1995, depois de receberem prêmios e outros reconhecimentos, ainda não viram nenhum dinheiro. No Grammy Awards de 1996, elas anunciam que estão falidas por causa de pessoas gananciosas em sua gravadora. O filme retorna a 1995, onde eles se queixam de receber apenas US $ 50 mil por ano, enquanto a maioria das pessoas ganha mais dinheiro do que elas. Então as meninas unem um grupo para ir invadir o prédio da gravadora para falar com Clive, que está no meio de uma reunião com Sean Combs (Shaun Davis), Clive diz às garotas que vão buscar os advogados e os contadores em uma reunião e ver o que a gravadora lhes deve. Todos eles cortam pequenos cheques de US $ 25 mil, e Lisa revela em uma entrevista de rádio que o grupo deve US $ 200 mil que eles não têm para pagaros empresários, advogados e danos que Pebbles está processando. O grupo então alegou estado de falência e encontrou um novo gerente, Bill Diggins (Donny Boaz), que lhes deu uma turnê mundial, o Budweiser Fest Tour, e uma margem de lucro melhorada depois de gravar seu próximo álbum.
No final de 1996, após a turnê, Chilli anuncia a Tionne e Lisa que ela está grávida do bebê de Dallas. Em 1997, as garotas estão gravando seu terceiro álbum, FanMail, dedicado a seus fãs que mandam cartas a elas, e Chilli dá a luz ao seu filho com Dallas, Tron. Em 1998, durante um susto de célula falciforme no hospital após ser consolada por sua mãe, Tionne escreve um poema sobre a luta de uma mulher com sua auto-imagem e conceitos irrealistas de beleza retratados na mídia, que Dallas a ajuda a se adaptar a "Unpretty", uma música poderosa para a base de fãs do grupo para superar sentimentos de inadequação física. Durante a gravação de "Unpretty", Chilli termina com Dallas, dizendo que apesar de terem um filho juntos, eles ainda são pessoas muito diferentes e eles não dão certos um para o outro.
Em outubro de 1999, as garotas estão prestes a sair em turnê de apoio ao FanMail. No entanto, por esta altura, o atrito entre as meninas aumentou porque Lisa está reclamando com seu novo namorado Larry que Tionne e Chilli estão rejeitando suas idéias e aparentemente plagiando-as, e ela desafiou Tionne e Chilli para fazer seus próprios álbuns solo em uma tentativa de ver quem é o membro de maior sucesso do grupo. Após um confronto entre Tionne e Bill e Lisa e Larry antes de uma aparição marcada no TRL, durante a qual Tionne revela que Larry é casado, Bill pede a Lisa para resolver seus problemas com Tionne e Chilli antes de sair em turnê ou elas vão novamente cair de volta em falência.
Em fevereiro de 2000, Bill oferece às meninas 10 shows na Europa para sua turnê na semana seguinte, com ganhos estimados de US $ 25 milhões, que Tionne e Chilli estão em êxtase, mas Lisa declina, afirmando que ela está indo para Honduras naquela semana para um retiro espiritual e ela está começando a trabalhar em seu primeiro álbum solo. Mais tarde, enquanto Lisa está em Honduras, Tionne aprende no hospital que está grávida do primeiro filho e opta por manter o bebê, apesar dos riscos para ela e para o bebê. Pouco depois, Bill pede às garotas que façam outro álbum e outra turnê, mas Tionne, devido a sua gravidez, e Lisa, aguardando o lançamento de seu álbum Supernova, estão relutantes. Mais tarde, Lisa descobre que sua gravadora não irá lançar Supernova nos EUA devido a vendas fracas e má recepção no exterior, então ela tem um colapso nervoso no Grammy Awards de 2000. Depois que ela admite a Tionne e Chilli que ela sente que os números não estão se alinhando adequadamente, elas a confortam e a incentivam a voltar para Honduras para mais cura espiritual e trabalhar em seu segundo álbum solo, além de trabalhar com elas no próxima álbum do grupo. Tionne então dá à luz sua filha, Chase.
No início de 2002, o grupo está gravando seu quarto álbum 3D, com Tionne e Chilli se adaptando à vida como mães com filhos em crescimento e Lisa contribuindo com raps para algumas das músicas antes de ir para Honduras. Lisa promete gravar mais músicas com elas quando voltar de Honduras, e promete que não haverá mais atrito entre elas. No entanto, em 25 de abril de 2002, Tionne e Chilli descobriram que Lisa foi morta em um acidente de carro em La Ceiba, Honduras, enquanto filmava seu documentário . Durante uma entrevista de rádio, Tionne e Chilli prometem ficar sempre juntos apesar da morte de Lisa, embora não tenham certeza sobre o destino do grupo.
O filme termina 10 anos depois com Tionne e Chilli se reunindo no estúdio para começar a gravar seu próximo álbum. O filme então transita para cenas de estúdio reais de Tionne e Chilli gravando "Meant to Be" no estúdio com o cantor e compositor Shaffer "Ne-Yo" Smith, como vigílias na carreira do TLC durante a música.

## Elenco
- Keke Palmer - Rozonda "Chilli" Thomas
- Hannah Cartwright -  Chilli criança
- Natia "Lil Mama" Kirkland - Lisa "Left Eye" Lopes
- Ariana Neal - Lisa criança
- Drew Sidora - Tionne "T-Boz" Watkins
- Chase Rolison - Tionne criança
- Rochelle Aytes - Perri "Pebbles" Reid
- Evan Ross - Dallas Austin
- Carl Anthony Payne II - Antonio "L.A." Reid
- Tasia Shere - Mãe da Chilli
- Jim Coleman - Dr. Sebi
- Shaun Clay - Sean "Puffy" Combs
- Rico Ball - Andre Rison
- Ed Amatrudo - Clive Davis
- Shervoski Couture - Choreographer
- DeMontrez Spears - Dalvin DeGrauts
- Donny Boaz - Bill Diggins
- Chantell D. Christohper - Mãe de T-Boz
- Brave Williams - Singer at Award show
- Brooke Montalvo - Crystal Jones
- Mary Shaw - "Tionne's Doctor"
- Renell Gibbs - Larry (Marshall Lorenzo Martin)
- Shamea Morton - Garota grávida
- Nadiyah Hollis - "Bleached Weave Girl"
- Charles Walton - Locutor
- Tionne "T-Boz" Watkins - ela mesma
- Lisa "Left Eye" Lopes - ela mesma
- Rozonda "Chilli" Thomas - ela mesma
- Shaffer "Ne-Yo" Smith  - ele mesmo